# Джеспер (округ, Іллінойс)
Шаблон:StateAbbr_ 39°01′ пн. ш. 88°09′ зх. д. / 39.01° пн. ш. 88.15° зх. д.
Округ  Джеспер (англ. Jasper County) — округ (графство) у штаті Іллінойс, США. Ідентифікатор округу 17079.

## Історія
Округ утворений 1831 року.

## Демографія
За даними перепису 
2000 року 
загальне населення округу становило 10117 осіб, зокрема міського населення було 3160, а сільського — 6957.
Серед мешканців округу чоловіків було 4998, а жінок — 5119. В окрузі було 3930 домогосподарств, 2850 родин, які мешкали в 4294 будинках.
Середній розмір родини становив 3,06.
Віковий розподіл населення поданий у таблиці:
| Стать    | До 15 років | 15-21 | 22-29 | 30-39 | 40-49 | 50-65 | 65-85 | Понад 85 |
| -------- | ----------- | ----- | ----- | ----- | ----- | ----- | ----- | -------- |
| Чоловіки | 1056        | 581   | 433   | 699   | 758   | 770   | 618   | 83       |
| Жінки    | 1031        | 494   | 410   | 677   | 743   | 798   | 809   | 157      |

## Суміжні округи
- Камберленд — північ
- Кларк — північний схід
- Кроуфорд — схід
- Ричленд — південь
- Клей — південний захід
- Еффінґгем — захід

## Виноски
1. ↑  U.S. Decennial Census. United States Census Bureau. Архів оригіналу за 26 квітня 2015. Процитовано 6 липня 2014.
2. ↑  Historical Census Browser. University of Virginia Library. Архів оригіналу за 11 серпня 2012. Процитовано 6 липня 2014.
3. ↑  Population of Counties by Decennial Census: 1900 to 1990. United States Census Bureau. Архів оригіналу за 24 квітня 2014. Процитовано 6 липня 2014.
4. ↑  Census 2000 PHC-T-4. Ranking Tables for Counties: 1990 and 2000 (PDF). United States Census Bureau. Архів оригіналу (PDF) за 18 грудня 2014. Процитовано 6 липня 2014.
5. ↑  State & County QuickFacts. United States Census Bureau. Архів оригіналу за 6 червня 2011. Процитовано 6 липня 2014.(англ.) Наведено за англійською вікіпедією.
6. ↑  American FactFinder. Бюро перепису населення США. Архів оригіналу за 21 травня 2008. Процитовано 31 січня 2008.

| США | Це незавершена стаття з географії США. Ви можете допомогти проєкту, виправивши або дописавши її. |